# Гейлвілл (Нью-Йорк)
Гейлвілл (англ. Galeville) — переписна місцевість (CDP) в США, в окрузі Онондага штату Нью-Йорк. Населення — 4482 особи (2020).

## Географія
Гейлвілл розташований за координатами 43°5′15″ пн. ш. 76°10′51″ зх. д. / 43.08750° пн. ш. 76.18083° зх. д. (43.087373, -76.180784).  За даними Бюро перепису населення США в 2010 році переписна місцевість мала площу 3,00 км², з яких 2,98 км² — суходіл та 0,02 км² — водойми.

## Демографія
Згідно з переписом 2010 року, у переписній місцевості мешкало 4617 осіб у 2058 домогосподарствах у складі 1123 родин. Густота населення становила 1539 осіб/км².  Було 2163 помешкання (721/км²).
Расовий склад населення:
| - 88,4 % — білих - 4,8 % — чорних або афроамериканців - 2,7 % — азіатів - 0,6 % — корінних американців |

До двох чи більше рас належало 2,8 %. Частка іспаномовних становила 3,3 % від усіх жителів.
За віковим діапазоном населення розподілялося таким чином: 18,2 % — особи молодші 18 років, 55,8 % — особи у віці 18—64 років, 26,0 % — особи у віці 65 років та старші. Медіана віку мешканця становила 45,4 року. На 100 осіб жіночої статі у переписній місцевості припадало 82,4 чоловіків;  на 100 жінок у віці від 18 років та старших — 78,5 чоловіків також старших 18 років.
Середній дохід на одне домашнє господарство  становив 49 391 долар США (медіана — 42 097), а середній дохід на одну сім'ю — 62 205 доларів (медіана — 56 100). Медіана доходів становила 39 938 доларів для чоловіків та 35 257 доларів для жінок. За межею бідності перебувало 11,9 % осіб, у тому числі 24,2 % дітей у віці до 18 років та 10,7 % осіб у віці 65 років та старших.
Цивільне працевлаштоване населення становило 2175 осіб. Основні галузі зайнятості: освіта, охорона здоров'я та соціальна допомога — 31,9 %, роздрібна торгівля — 14,4 %, мистецтво, розваги та відпочинок — 13,0 %, науковці, спеціалісти, менеджери — 12,2 %.